# Mini Wakfu
Pour les articles homonymes, voir Wakfu.
Mini Wakfu est une série télévisée comique française en 27 épisodes de 2 minutes dérivée du feuilleton télévisé Wakfu, diffusée entre le 30 octobre 2008 et le 18 juin 2010 sur France 3.
La série animée fut présentée les samedis matins à partir de septembre 2009, tout de suite après la diffusion de la série Wakfu. Elle fut source d'implantation de divers équipements et lieux secrets dans Dofus, Wakfu, et Wakfu : Les Gardiens. En effet, selon le thème du mini épisode, il revenait aux joueurs d'y déceler la nouveauté qui venait d'être implantée. La série est aussi disponible sur le site cartoonnetwork.fr puis boingtv.fr.

## Épisodes
1. Une blanquette pour Tristepin
2. Forêt sombre
3. Jorbak le bourgeois
4. Soyons moches
5. Splotch le flaqueux !
6. Sales goules
7. Secrets de (vieilles) filles
8. Ô ma mie !
9. Les aventuriers du sac troué
10. Allez les rouges !
11. L’argent n’a pas d’odeur
12. Pour l’amour du sport
13. Le vieil homme est amer
14. Le prince de la jungle
15. Je « crac » pour toi
16. Les fins gourmets
17. L’art brute
18. Ruel vide son sac
19. Victime de la mode
20. Le blues de l’enutrof
21. Les carottes sont cuites
22. Le dessert du désert
23. Un bon chienchien
24. Corbacatac
25. Mission impossible
26. La cérémonie des boufdors
27. L’attaque du tic-tac